# Anatini
Anatini – plemię ptaków z podrodziny kaczek (Anatinae) w obrębie rodziny kaczkowatych (Anatidae). W polskiej literaturze dla tego taksonu stosuje się nazwę zwyczajową kaczki właściwe.

## Charakterystyka
Obejmuje gatunki wodne, zamieszkujące cały świat. Ptaki te charakteryzują się następującymi cechami:
- długość ciała 30–70 cm
- masa ciała 400–1700 g
- bardzo różnorodne upierzenia, ale na skrzydle zawsze jaskrawe lusterko
- silnie zaznaczony dymorfizm płciowy
- w okresie lęgowym zamieszkują wody słodkie, jedynie zimą niektóre gatunki spotykane na morskim wybrzeżu
- żywią się pokarmem mieszanym, który zdobywają zanurzając głowę, szyję i przednią część tułowia, unosząc jednocześnie kuper (tzw. gruntowanie)
- nurkują źle, jedynie podczas ucieczki
- doskonali lotnicy
- gniazdo na ziemi, drzewie, często daleko od wody
- w zniesieniu 6 do 20 jaj
- jaja wysiaduje samica, ona też opiekuje się pisklętami.

## Systematyka
Do plemienia należą następujące rodzaje:
- Sibirionetta von Boetticher, 1929 – jedynym przedstawicielem jest Sibirionetta formosa (Georgi, 1775) – bajkałówka
- Spatula Boie, 1822
- Lophonetta Riley, 1914 – jedynym przedstawicielem jest Lophonetta specularioides (P.P. King, 1828) – czubokaczka
- Amazonetta von Boetticher, 1929 – jedynym przedstawicielem jest Amazonetta brasiliensis (J.F. Gmelin, 1789) – amazonetka
- Speculanas von Boetticher, 1929 – jedynym przedstawicielem jest Speculanas specularis (P.P. King, 1828) – lustrzynka
- Tachyeres Owen, 1875
- Mareca Stephens, 1824
- Anas Linnaeus, 1758